# George Catlin Woodruff
George Catlin Woodruff, född 1 december 1805 i Litchfield, Connecticut, död 21 november 1885 i Litchfield, Connecticut, var en amerikansk demokratisk politiker. Han representerade delstaten Connecticuts fjärde distrikt i USA:s representanthus 1861–1863.
Woodruff utexaminerades 1825 från Yale College. Han studerade sedan juridik och inledde 1827 sin karriär som advokat i Litchfield. Han var postmästare i Litchfield 1832–1842.
Woodruff besegrade den sittande kongressledamoten Orris S. Ferry i kongressvalet 1860. Han ställde upp för omval efter en mandatperiod i representanthuset men besegrades av republikanen John Henry Hubbard.
Woodruff avled 1885 och gravsattes på East Cemetery i Litchfield.